# Stade Marcel Saupin
Het Stade Marcel Saupin is een multifunctioneel stadion in Nantes, Frankrijk. Bij de opening van het stadion in 1937 werd het stadion nog Stade Malakoff genoemd, in 1964 werd het stadion vernoemd naar de in 1963 overleden FC Nantes-voorzitter Marcel Saupin. Aanvankelijk werd het stadion vooral gebruikt voor rugbywedstrijden, maar sinds FC Nantes er gebruik van ging maken werd het steeds voetbal gespeeld. FC Nantes maakt thans geen gebruik meer van het stadion, omdat het in 1984 naar het nieuw Stade de la Beaujoire verhuisde. In het stadion is plaats voor 1880 toeschouwers.